# 番子寮 (南投縣名間鄉)
番子寮，原寫為番仔藔，是臺灣南投縣名間鄉的一個傳統地域名稱，位於該鄉東北部。相較於今日行政區，其範圍大致包括萬丹村、新街村東端、東湖村東大半部、中山村東北端、仁和村不含南端。

## 歷史
台灣清治末期至日治初期，番子寮地區為一街庄，稱為「番仔藔庄」，隸屬於南投堡。該庄西北邊一小段與茄苳腳庄為鄰，北與包尾庄為鄰，東北與二重溪庄為鄰，東與後藔庄為鄰，東南邊為隘藔庄，南邊為濁水庄，西南邊為湳仔庄，西邊為下新厝庄、新街。
1901年（日治明治三十四年）11月，全台廢縣廳改設二十廳，該庄隸屬於南投廳。1903年（明治三十六年）6月，該庄編入「皮仔寮區」，隸屬於南投廳。1909年（明治四十二年）10月，合併二十廳為十二廳，皮仔寮區仍隸屬於南投廳。1920年（大正九年），全台地方制度大改正，廢十二廳改設五州二廳，該庄改制並雅化為「番子寮」大字，隸屬於臺中州南投郡名間庄。
戰後名間庄改制為名間鄉，隸屬於臺中縣，大字亦改制為村。1950年10月，中、彰、投分治，名間鄉改隸屬南投縣。

## 聚落
本地區發展較早的聚落有山腳、萬丹、番仔藔、茄披畬等，在日治期初期的官方地圖上已有記載。此外，本地區尚有庄仔厝、霧霜、東勢坑、南勢坑、過溪、大坑、坑口等聚落。

## 交通
國道3號又稱「福爾摩沙高速公路」，是貫穿台灣西部的兩條縱向高速公路之一，大致以北北東—南南西走向繞彎道轉北北西—南南東走向經過番子寮地區西部，並近西南部邊界地帶設有名間交流道，可連接省道台3線。由此等可快速前往台灣南北各地，或於北側的中興系統交流道轉省道台76線以前往彰化平原。
省道台3線（彰南路）俗稱「內山公路」，是臺北至屏東的平面幹道，大致以北北西—南南東走向轉縱向再轉北北西—南南東走向經過本地區西南部凸出部分的頸部地帶。由該道路向北北西可前往南投、草屯、霧峰、大里等地；向南南東可前往名間市區、竹山、林內、斗六等地。
鄉道投25線（千秋路217巷、新丹巷、山腳巷）是南投至名間沿山腳地帶而行的道路，大致以北北西—南南東走向由本地區北部中央偏西地帶入境後，於萬丹聚落經鄉道投25-2線終點路口後，穿過國道3號高架橋下，轉東南東再繞大彎轉南南西再轉南蜿蜒而行，經鄉道投39線終點路口後轉南南西蜿蜒而行，再度穿過國道3號高架橋下後繞大彎轉西南西，順路轉南微西再轉南南西於本地區南部邊界西側出境。由該道路向北北西可前往包尾南部、包尾與茄苳腳交界地帶、三塊厝東南端並止於省道台14乙線路口；向南南西可前往名間市區北郊並止於省道台3線路口，也是縣道139乙線終點路口。
鄉道投25-2線（田寮巷）是新街至萬丹的道路，其東側端點位於本地區西北部萬丹聚落的鄉道投25線路口。由此向西南西轉西北西蜿蜒而行，出聚落後轉西南西以至出境，可前往新街北部並止於省道台3線路口。
鄉道投39線（華山街、大老巷）是新街至山腳的道路，其南側端點位於本地區西南部的鄉道投25線路口。由此向西轉西北蜿蜒而行，經國道3號高架橋下後轉北北西，經鄉道投39-1線起點路口後進入（西）番子寮聚落蜿蜒而行，轉西再轉西北出聚落後轉北北西出境，可前往新街並止於省道台3線路口。
鄉道投39-1線是大老巷至虎仔坑的道路，全線位於本地區內部，其東北側端點位於本地區西部偏南番子寮聚落的鄉道投39線路口。由此向西南西轉南南西，出聚落後可前往接近本地區西部邊界南側並止於省道台3線路口。